# Tramwaje w Atlancie
Tramwaje w Atlancie − system komunikacji tramwajowej w Atlancie w Stanach Zjednoczonych.
Linia o długości 4,3 km łączy dwunastoma stacjami, w ruchu okrężnym (przeciwnym do ruchu wskazówek zegara) Martin Luther King Jr Center z Centennial Olympic Park. 
Do obsługi linii zakupiono 4 tramwaje Siemens S70 Avanto produkcji Siemens AG. Pierwszy z został dostarczony w 2011 natomiast ostatni w 2013. Tramwaje są w 70% niskopodłogowe i trójczłonowe. 
Nie jest to pierwsza sieć tramwajowa w Atlancie, poprzednią zlikwidowano w 1949 roku w czasie wielkiego skandalu tramwajowego w Stanach. 

## Galeria

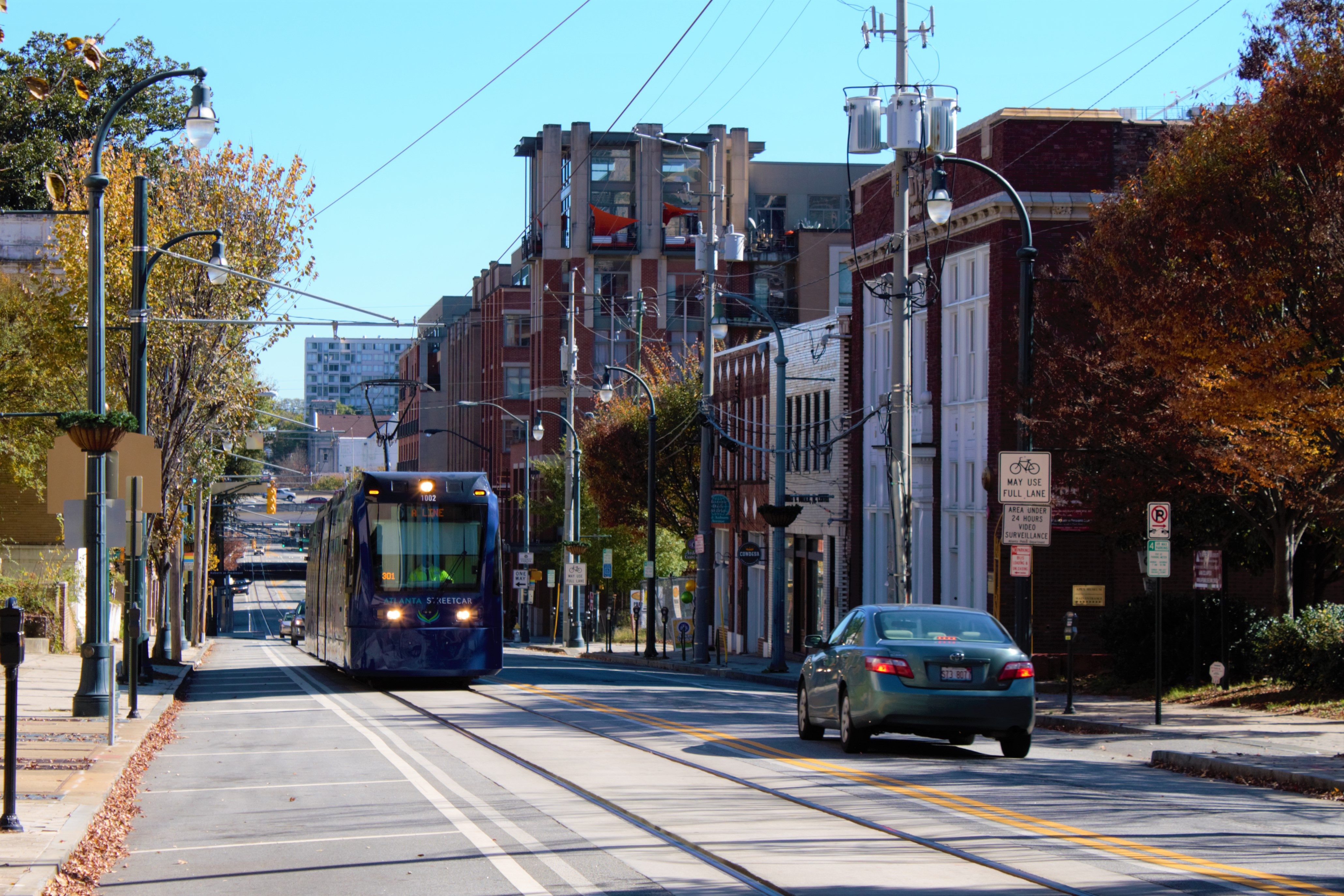
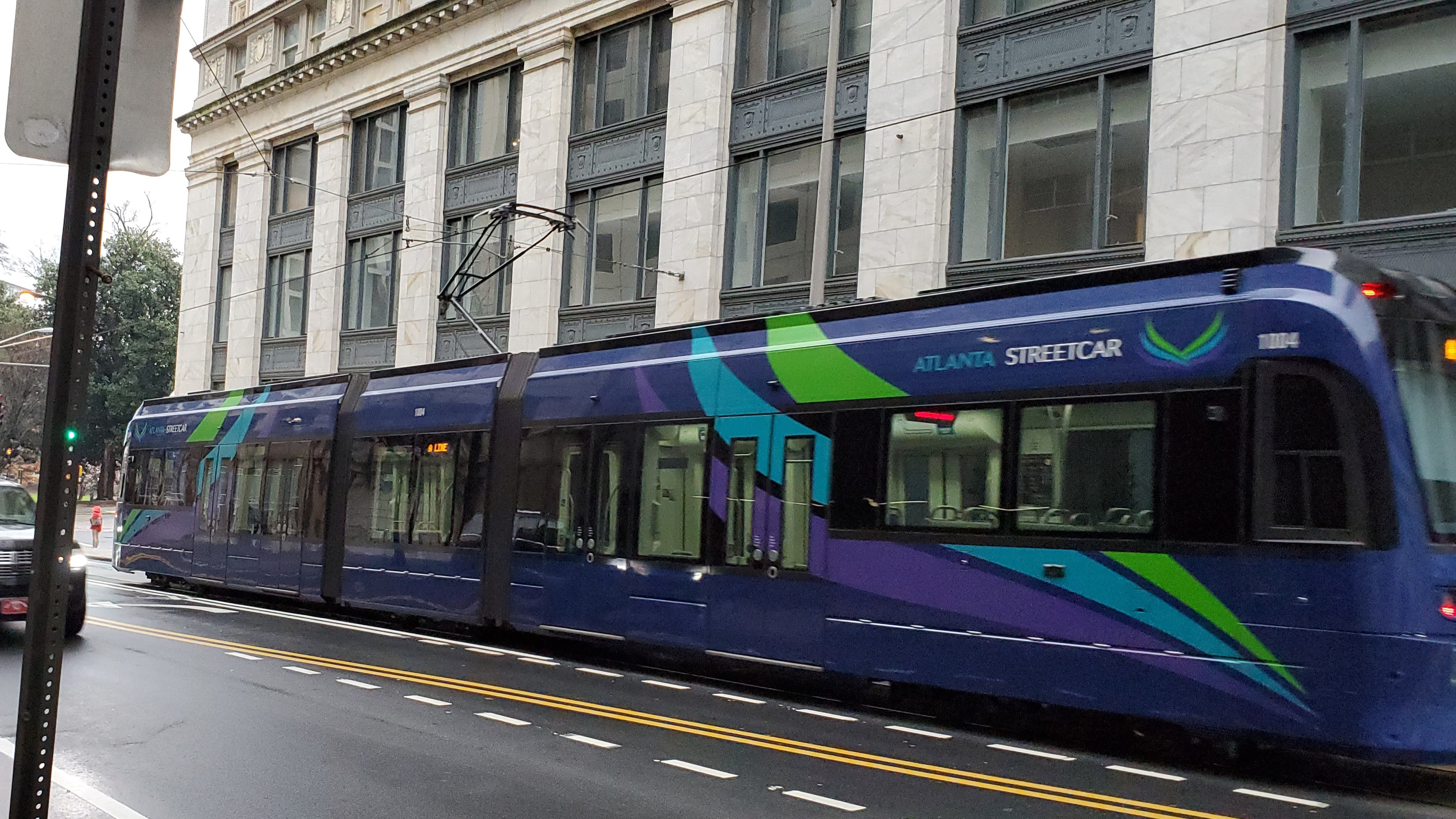
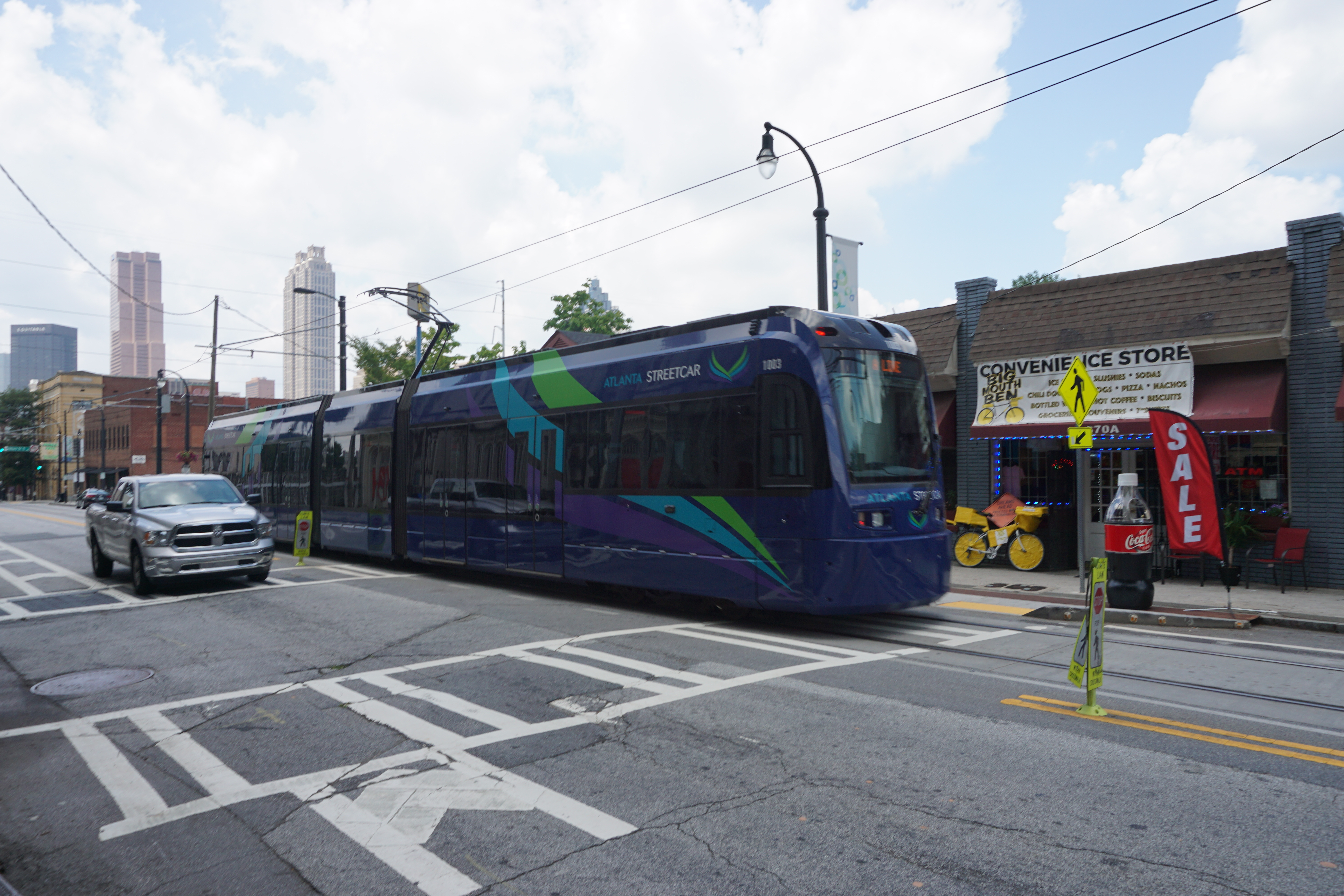
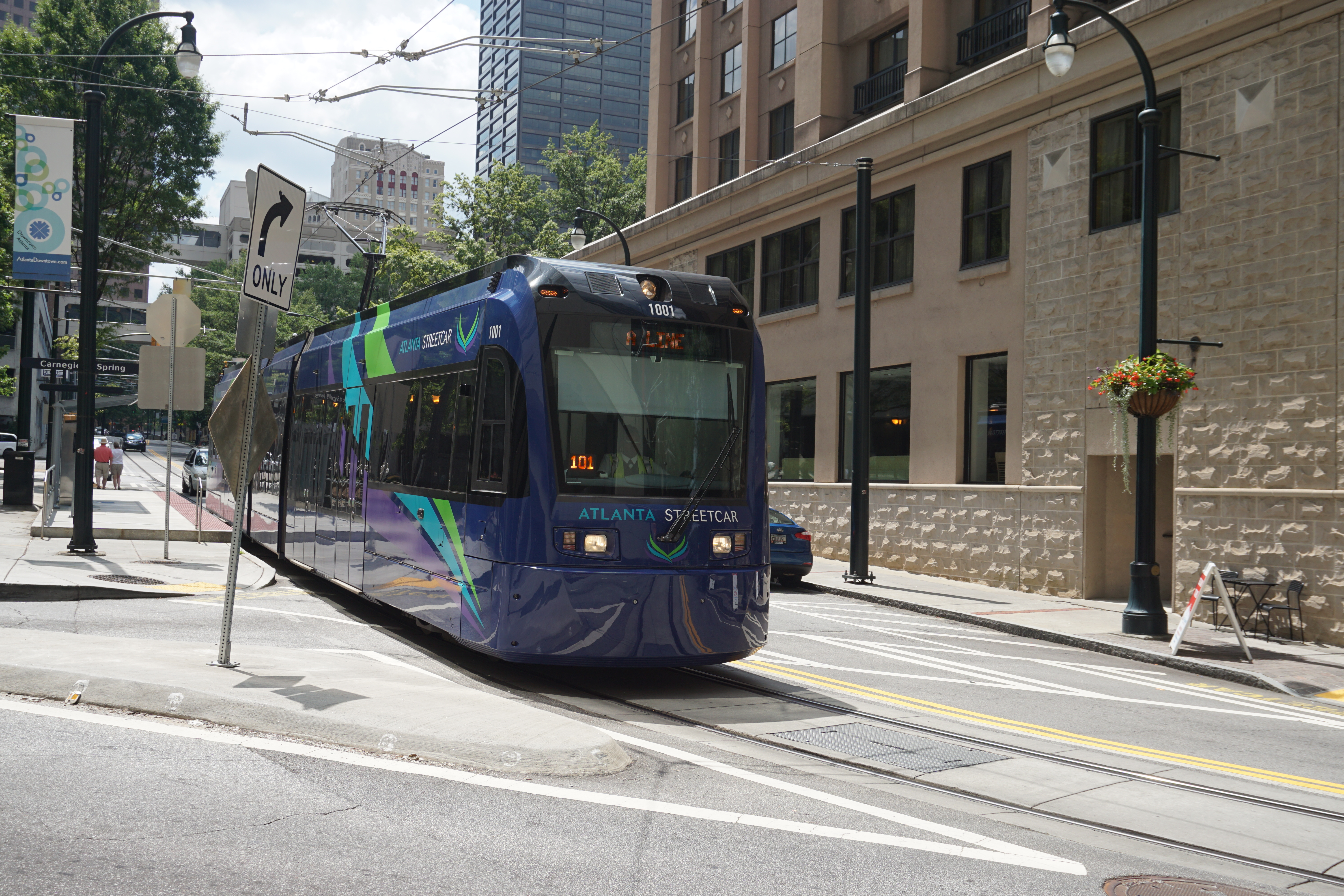

## Przebieg trasy
- Centennial Olympic Park
- Luckie at Cone
- Park Place
- Hurt Park
- Sweet Auburn Market
- Edgewood at Hilliard
- King Historic District
- Dobbs Plaza
- Auburn at Piedmont
- Woodruff Park
- Peachtree Center
- Carnegie at Spring
- Centennial Olympic Park

Tramwaje kursują w takcie 15 min.